# Ten Thousand Saints
Ten Thousand Saints, conosciuto anche con il titolo 10,000 Saints, è un film del 2015 diretto da Shari Springer Berman e Robert Pulcini.
Film drammatico statunitense basato sul romanzo Diecimila santi di Eleanor Henderson.

## Trama
Jude Keffy-Horn è un adolescente che, dopo la morte per overdose del suo migliore amico Teddy, si trasferisce a New York, dove vive il padre Les. Qui incontrerà Johnny, fratellastro di Teddy, e ritroverà Eliza, una ragazzina rimasta incinta di Teddy, figlia peraltro della donna con cui il padre di Jude ha una relazione.
Da qui' i 3 ragazzi capiscono che dovranno mantenere il segreto per evitare che la madre di Eliza la faccia abortire e, come copertura nel caso che si possa rompere questo segreto, si decide che Johnny dovra' fingere di essere il padre (nel caso che venga fatta una prova del DNA).
Durante una giornata di scuola Eliza si sente male perciò Jude sarà costretto a dire la verità su di lei ma, come precedentemente concordato , dirà che Johnny è il padre. Tuttavia il malore di Eliza è momentaneo e così lei può ritornare alla sua vita
A causa di una lettera inviata alla madre di Eliza, Les sarà costretto a dire tutta la verità alla madre, che non sarà contenta.
Jude e Johnny partiranno per un tour con la sua band punk, Eliza invece sara' ospitata dalla madre di Jude.
Durante il tour Jude scoprirà, attraverso una telefonata, che Johnny è innamorato di un membro della sua band e ha intenzione di andarsene in California con il suo ragazzo.
Tornati dal tour Johnny rivela a Eliza che il figlio lo vuole dare al padre naturale di Teddy così da liberarsene e Jude si arrabbia perché Johnny non può mantenere la promessa di prendersi cura del figlio con Eliza. Eliza scappa dalla casa dicendo che a nessuno importa del bambino che lei vuole tenere, Jude dichiara a Eliza il suo amore e dice che per lei e il bambino farebbe di tutto.
Nasce il bambino e mentre lei è ancora a letto fa capire a Jude che anche lei vorrebbe farsi una famiglia insieme a lui.
Il film ci portera' alla scena di Johnny che sparge le ceneri del fratello e una voce che spiega che dopo 10 anni Eliza è andata a vivere insieme al figlio e a Jude che diverrà il padre.